# Nurachi
Nurachi település Olaszországban, Szardínia régióban, Oristano megyében. Lakosainak száma 1672 fő (2023. január 1.). Nurachi Cabras, Oristano, Riola Sardo és Baratili San Pietro községekkel határos.

## Népesség
A település lakossága az elmúlt években az alábbi módon változott:
| Lakosok száma | 1789 | 1766 | 1672 |
|               | 2017 | 2018 | 2023 |